# 아워 월드 인 데이터
아워 월드 인 데이터(영어: Our World in Data, OWID)는 빈곤, 질병, 기아, 기후 변화, 전쟁, 실존적 위험, 불평등과 같은 대규모 글로벌 이슈에 초점을 맞춘 과학 분야 온라인 출판물이다.
잉글랜드와 웨일스에 등록된 재단인 Global Change Data Lab의 프로젝트이며 사회사학자 이자 개발경제학자인 맥스 로저가 설립했다. 연구팀은 옥스포드 대학에 기반을 두고 있으며, 재단은 헤탄 샤가 의장을 맡고 있다.

## 내용
아워 월드 인 데이터에서는 인터렉티브 차트와 지도를 사용하여 연구 결과를 설명하고, 시간이 지남에 따라 전 세계 생활 조건이 어떻게 변했는지 보여준다.

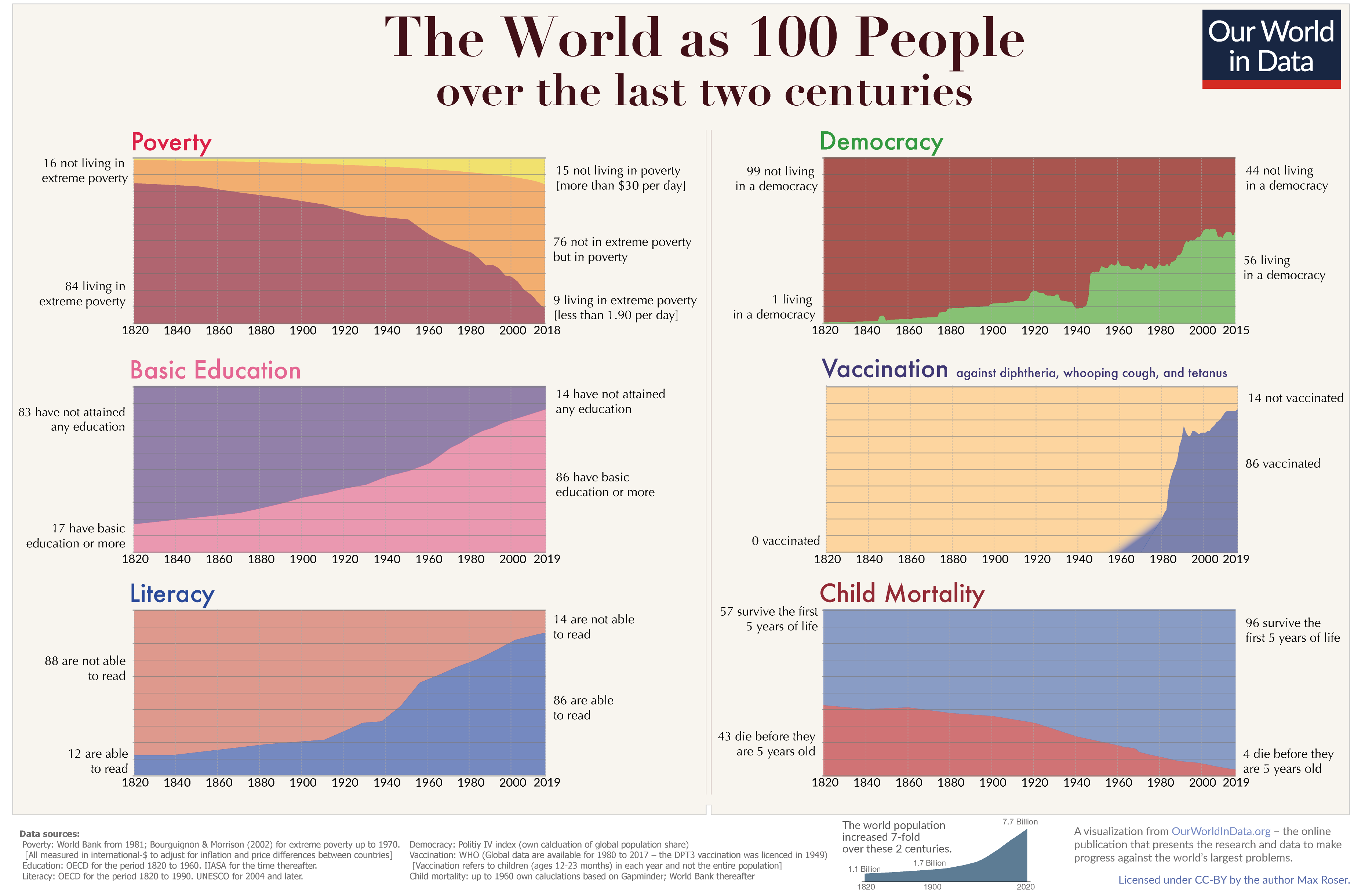
지난 2세기 동안 전세계 극빈층 비율, 민주주의, 기초 교육 인구, 백신 접종률, 문맹률, 아동사망률 등 6가지 요소의 변화를 나타낸 그래프
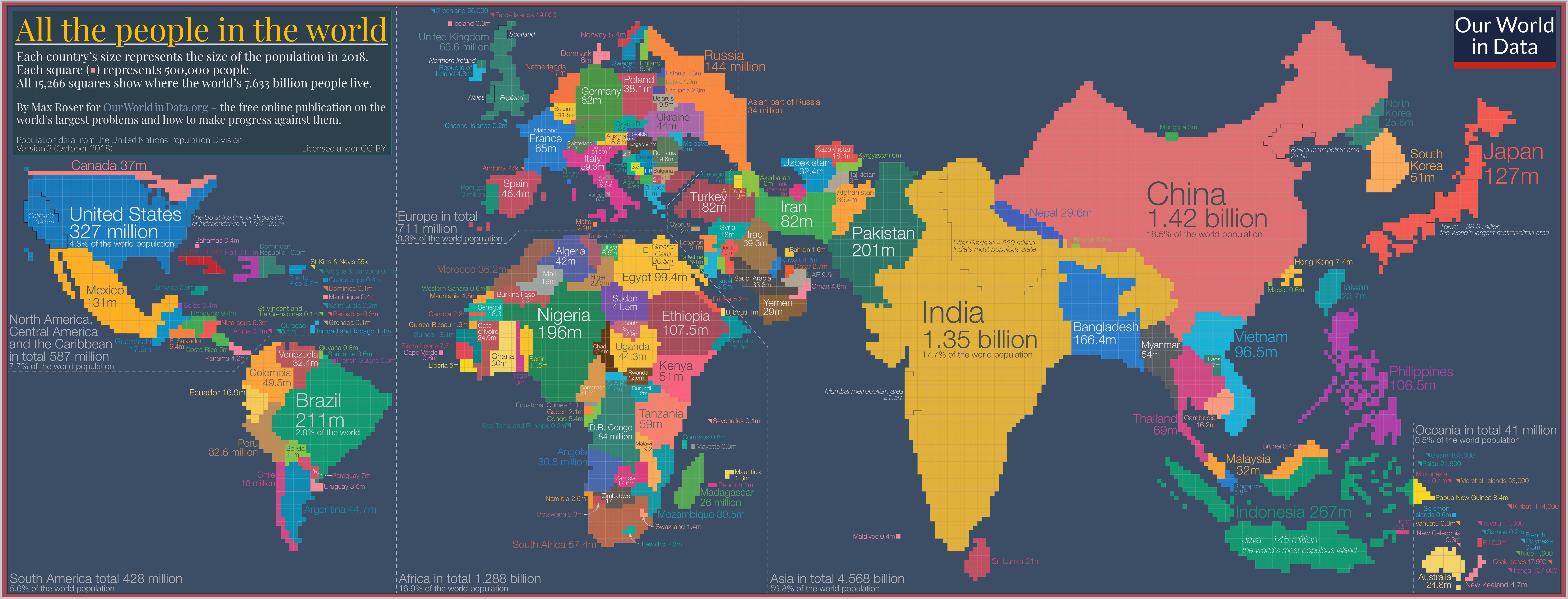
전 세계의 인구를 보여주는 지도 그림으로, 50만명 당 하나씩 15,266개의 픽셀이 있다.
1750년 이후 국가별 CO2 배출량

## 역사
로저는 2011년에 이 프로젝트를 시작했으며 나중에 옥스퍼드 대학교에서 프로젝트를 유지할 연구팀을 구성하고 첫 해에 로저는 불평등 연구자인 앤서니 앳킨슨과 함께 개발했다.이후 한나 리치가 2017년에 합류하여 연구 책임자가 되었으며, 에두아르 매튜는 2020년에 합류하여 데이터 책임자가 되었다. 6명이었던 직원은 코로나19 대유행이 시작되고 2021년 말까지 20명으로 성장했다

2020년부터 아워 월드 인 데이터에서는 세계보건기구, 연구 단체 및 기타 국제기구, 학술지, 및 수많은 논문 언론 들의 자료를 종합해 코로나19 백신 접종률 데이터베이스를 만들었으며, 유엔, 백악관, 세계보건기구(WHO), 역학자 및 연구자가 사용하는 입원, 초과사망 계산 등이 포함된 코로나19 진단에 대한 글로벌 데이터 세트를 구축해 공개했다.

2021년에 국제 에너지 기구가 각국 정부들로부터 수집한 통계를 공개적으로 이용할 수 있도록 만들 것을 촉구하는 캠페인을 시작했다.

## 자금 조달 및 협력

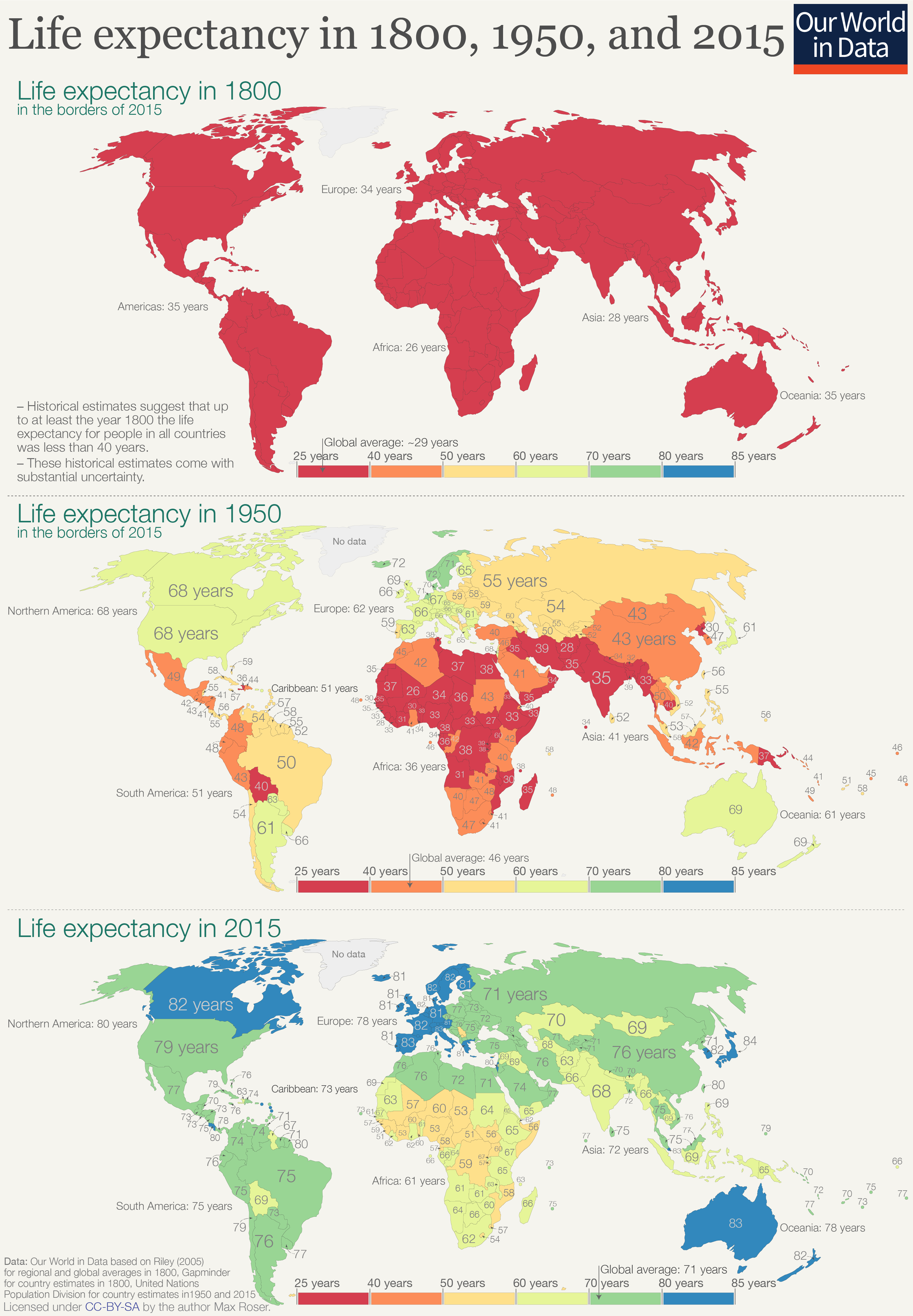
1800년, 1950년, 2015년의 기대수명

아워 월드 인 데이터를 출판하고 온라인 출판을 가능하게 하는 개방형 데이터 도구를 개발하는 비영리 단체인 Global Change Data Lab은 보조금, 후원, 독자 기부를 통해 자금을 지원받고있다.
연구팀은 과학 유튜브 채널 Kurzgesagt와 협력하기도 했다.
코로나바이러스 팬데믹 상황에서 아워 월드 데이터는 하버드 대학교의 챈 보건대학(Chan School of Public Health) 및 로버트 코흐 연구소(Robert Koch Institute)의 역학자들과 협력하여 팬데믹 초기 단계에 성공적으로 대응한 국가들을 연구했으며, Janine Aro과 John Muellbauer는 OWID와 협력하여 팬데믹 기간 동안의 초과 사망률을 연구했다.

## 용례
2021년에 웹사이트의 순 방문자 수는 8,900만 명이었다.
아워 월드 인 데이터는 학술 과학 저널, 의학 및 글로벌 건강 저널, 및 사회 과학 저널에서 인용되었으며, 워싱턴 포스트, 뉴욕 타임스, 및 이코노미스트에서 출처로 사용했다.
이 사이트의 저작물을 다른 사람이 저작물을 복사, 수정 및 배포할 수 있도록 허용하고 있다.(콘텐츠의 경우 CC BY, 소프트웨어의 경우 MIT 허가서).

## 같이 보기
- 효과적 이타주의
- 갭마인더 재단